# Рассвет (Омутинский район)
Рассве́т — посёлок в Омутинском районе Тюменской области. Входит в состав Журавлевского сельского поселения.

## История
В 1962 году указом Президиума Верховного Совета РСФСР селению фермы совхоза «Волчье» присвоено наименование посёлок Рассвет.

## Население
| 2010 | 2012 |
| ---- | ---- |
| 49   | ↗58  |

### Национальный состав
Согласно результатам переписи 2002 года, в национальной структуре населения русские составляли 96 % из 68 чел.